# Tavenna
Tavenna község (comune) Olaszország Molise régiójában, Campobasso megyében.

## Fekvése
A megye északnyugati részén fekszik. Határai: Acquaviva Collecroce, Mafalda, Montenero di Bisaccia, Palata és San Felice del Molise.

## Története
Első említése a 12. századból származik Tavennas néven. A középkor során nemesi családok birtoka volt és a Molisei Grófsághoz tartozott. A 16. században szláv menekültek telepedtek le. A 19. században nyerte el önállóságát, amikor a Nápolyi Királyságban felszámolták a feudalizmust.

## Népessége
A népesség számának alakulása:

## Főbb látnivalói
- Santa Maria di Costantinopoli-templom